# ریوییر-ا-کلود، کبک
ریوییر-ا-کلود (به فرانسوی: Rivière-à-Claude) شهری در منطقه شهری لا اوت-کاسپزی ناحیه گاسپزی-ایل-دو-لا-مادلن در استان کبک کانادا است. در سرشماری سال ۲۰۱۱ این شهر ۱۴۶ نفر جمعیت داشته‌است و مساحت آن ۱۵۵٫۳۹ کیلومتر مربع است.